# ジミー・ベイン
ジミー・ベイン(Jimmy Bain、1947年12月19日 - 2016年1月23日)は、スコットランド生まれのベーシスト、作曲家。リッチー・ブラックモアのバンドであるレインボーや、そのメンバーだったロニー・ジェイムス・ディオが結成したディオで活動したことで知られる。

## 来歴
1947年12月19日、スコットランドのハイランド・カウンシル・エリアのニュートンモアに生まれる。フルネームは、ジェームズ・スチュアート・ベイン(James Stuart Bain)。
少年時代より地元のアマチュアバンドとセッションを組んでおり、両親と弟に続いてカナダのバンクーバーに移住する直前までストリート・ノイズというローカル・バンドとセッションを繰り返していた。移住して間もなくイギリスに帰国し、1974年より本格的にプロミュージシャンとしての活動を開始する。当時ベイビーズにスカウトされたが、結局断っている。

### レインボー
1975年9月、オーディションの結果、解雇されたクレイグ・グルーバーの後任としてレインボーに加入。きっかけは、ロンドンのライブハウスで演奏しているところ、客として来ていたブラックモアから実力を見込まれたことだった。翌年2月にリリースされた『虹を翔る覇者』のレコーディング、6月に始まったライブ・ツアーにも参加し、12月には初の日本公演で来日した。彼のライブ・パフォーマンスは『レインボー・オン・ステージ』で聴くことができる。
1977年2月に解雇された。

### ワイルド・ホーシズ
その後、シン・リジィの元ギタリスト・ブライアン・ロバートソンと共に、ワイルド・ホーシズを結成。ベインはベースとヴォーカルを兼任していた。

### 他アーティストとの共演
1981年に制作されて1983年に発表されたゲイリー・ムーアのソロ・アルバム「ダーティ・フィンガーズ」に参加。
2013年8月3日、ディオに在籍していた時に共に活動したヴィヴィアン・キャンベル、ヴィニー・アピス、元リンチ・モブのアンドリュー・フリーマンらと結成した『LAST IN LINE（ラスト・イン・ライン）』の初ライブをカリフォルニアで開催。
2016年、ラスト・イン・ラインのデビューアルバム「HEAVY CROWN（ヘヴィ・クラウン）」をリリース。アルバムのプロデュースは、ディオに参加した経験のあるドッケンのジェフ・ピルソンが務めた。

### 死去
2016年1月24日、ディオの黄金期のメンバーらと結成した『ラスト・イン・ライン』のライブが行われるクルーズ船のキャビンの中で亡くなっているのが発見された。現場に同席していたTV司会者のエディ・トランクは「ジミーは土曜日の夜、彼のキャビンの中で発見された」と証言している。24日に亡くなったと報道されたが、正式には前日の23日である。
監察医が死因は肺癌と特定した。ヴィニー・アピスは追悼コメントで「ジミーは自分が肺癌を患っていることは知らなかったが、肺炎にかかっていることはわかっていて、治療を受けていた」と明かした。

### 引用文献
- Popoff, Martin (2016). The Deep Purple Family Year By Year Volume One (to 1979). Bedford, England: Wymer Publishing. ISBN 978-1-908724-42-7